# Karen Richardson
Karen Richardson é uma executiva americana.
Richardson era membro do conselho de administração do BT Group plc. de novembro de 2011 a julho de 2018 e a empresa de processamento de pagamentos Worldpay de 2016 a 2019, quando foi vendida ao FIS por US $ 43 bilhões.
Outros conselhos em que Richardson atua incluem a Exponent, uma empresa de consultoria científica e de engenharia do Vale do Silício, à qual ingressou em 2013, e Ayasdi, uma empresa de Palo Alto, que desenvolve uma plataforma de aprendizado de máquina e inteligência artificial. Richardson foi nomeado entre as "100 mulheres mais influentes em tecnologia" por um site da indústria de tecnologia em 2015.
Richardson era membro do conselho da VirtuOz até janeiro de 2013, quando a empresa foi comprada pela Nuance Communications; esteve no conselho consultivo da Proofpoint Inc., fornecedora de produtos de segurança e conformidade por e-mail e foi presidente do conselho de administração da Hi5 Networks Inc., sediada em São Francisco de 2008 até dezembro de 2011, quando a empresa foi comprada pela rede social Tagged Inc. Richardson também participou dos conselhos da HackerRank, uma empresa de tecnologia que desenvolve desafios competitivos de programação e i2, um desenvolvedor de Silver Lake software de análise investigativa, até a empresa ser vendida para a IBM em outubro de 2011.
Richardson é ex-consultor da Silver Lake Partners, uma empresa de investimentos em private equity.
Além disso, Richardson atua no conselho da San Francisco Opera, qual ingressou como parte de um esforço dessa instituição para incluir mais líderes em tecnologia. Ela também atua no conselho consultivo do Stanford Technology Ventures Program na Universidade de Stanford.
Anteriormente, Richardson atuou como diretor executivo da E.piphany, desenvolvedora de software de gerenciamento de relacionamento com clientes. Ela também ocupou vários cargos de vendas sênior na Netscape Communications Corp. de 1995 a 1998. Como vice-presidente executivo de vendas da Netscape, Richardson se concentrou em mercados como telecomunicações e serviços financeiros e no desenvolvimento de novos mercados.[carece de fontes?] Antes de sua posição na Netscape, Richardson foi vice-presidente de vendas mundiais da Collabra Software, Inc. e trabalhou por quatro anos na Lotus Development Corporation em diversas funções de vendas e marketing, bem como na cc: Mail e 3Com Corporation.[carece de fontes?]
Richardson é bacharel em Engenharia Industrial pela Universidade de Stanford e premia distinções do Departamento de Engenharia Industrial de Stanford e do Instituto Americano de Engenheiros Industriais (AIIE).

## Vida pessoal
Seu avô era um agricultor de Saskatchewan, que se formou em doutorado. em química de Stanford; sua mãe entrou em Stanford aos 16 anos para estudar matemática, e seu pai também é aluno de Stanford. Ela é casada com Jon Rubinstein, ex-co-CEO da empresa de investimentos Bridgewater Associates; antes disso, Rubinstein havia sido presidente executivo e CEO da Palm e ex-vice-presidente sênior da divisão de iPod da Apple Inc.